# Семенівська сільська рада (Білгород-Дністровський район)
Семе́нівська сільська́ ра́да — колишня адміністративно-територіальна одиниця та орган місцевого самоврядування в Білгород-Дністровському районі Одеської області. Адміністративний центр — село Семенівка.

## Загальні відомості
Семенівська сільська рада утворена в 1965 році.
- Територія ради: 55,607 км²
- Населення ради: 1 344 особи (станом на 2001 рік)

## Населені пункти
Сільській раді підпорядковані населені пункти:
- с. Семенівка
- с. Веселе
- с. Гончарівка
- с. Південне

## Населення
Згідно з переписом 1989 року населення сільської ради становило 1298 осіб, з яких 569 чоловіків та 729 жінок.
За переписом населення 2001 року в сільській раді мешкали 1343 особи.

### Мова
Розподіл населення за рідною мовою за даними перепису 2001 року:
| Мова       | Відсоток |
| ---------- | -------- |
| українська | 78,35 %  |
| молдовська | 10,86 %  |
| російська  | 9,38 %   |
| болгарська | 0,82 %   |
| гагаузька  | 0,3 %    |
| білоруська | 0,15 %   |
| угорська   | 0,07 %   |

## Склад ради
Рада складається з 16 депутатів та голови.
- Голова ради:
- Секретар ради: Казаной Наталія Олексіївна

### Керівний склад попередніх скликань
| Прізвище, ім'я, по батькові      | Основні відомості                                    | Дата обрання | Дата звільнення |
| -------------------------------- | ---------------------------------------------------- | ------------ | --------------- |
| Холошенко Володимир Анатолійович | Сільський голова, 1957 року народження, безпартійний | 26.03.2006   | 31.10.2010      |

Примітка: таблиця складена за даними сайту Верховної Ради України

### Депутати
За результатами місцевих виборів 2010 року депутатами ради стали:

#### За суб'єктами висування
| Суб'єкт висування                 | Кількість обраних депутатів | %    |
| --------------------------------- | --------------------------- | ---- |
| Самовисування                     | 11                          | 68,8 |
| Партія регіонів                   | 2                           | 12,5 |
| Політична партія «Сильна Україна» | 2                           | 12,5 |
| Комуністична партія України       | 1                           | 6,3  |

#### За округами
| № округу                          | Прізвище, ім'я, по батькові    | Дата визнання обраним | Освіта             | Партійна приналежність                  | Відомості про обраного депутата                                               |
| --------------------------------- | ------------------------------ | --------------------- | ------------------ | --------------------------------------- | ----------------------------------------------------------------------------- |
| Комуністична партія України       |                                |                       |                    |                                         |                                                                               |
| 6                                 | Федоренко Тетяна Григорівна    | 01.11.2010            | середня спеціальна | член Комуністичної партії України       | приватний підприємець                                                         |
| Партія регіонів                   |                                |                       |                    |                                         |                                                                               |
| 1                                 | Попов Дмитро Петрович          | 01.11.2010            | середня спеціальна | член Партії регіонів                    | сільськогосподарський виробничий кооператив «Мрія», оператор                  |
| 4                                 | Полтавченко Валерій Павлович   | 01.11.2010            | середня спеціальна | член Партії регіонів                    | приватний підприємець                                                         |
| Політична партія «Сильна Україна» |                                |                       |                    |                                         |                                                                               |
| 11                                | Рагоза Юрій Миколайович        | 01.11.2010            | середня            | член Політичної партії «Сильна Україна» | тимчасово не працює                                                           |
| 14                                | Мінчев Михайло Іванович        | 01.11.2010            | вища               | член Політичної партії «Сильна Україна» | дошкільний навчальний заклад «Мрія», завідувач току                           |
| Самовисування                     |                                |                       |                    |                                         |                                                                               |
| 2                                 | Сіромаха Ольга Валентинівна    | 01.11.2010            | середня спеціальна | позапартійна                            | сільськогосподарський виробничий кооператив «Мрія», голова ревізійної комісії |
| 3                                 | Казаной Наталія Олексіївна     | 01.11.2010            | середня спеціальна | позапартійна                            | Семенівська сільська рада, начальник військово-облікового столу               |
| 5                                 | Ушаков Юрій Ігорович           | 01.11.2010            | вища               | позапартійний                           | тимчасово не працює                                                           |
| 7                                 | Нашко Людмила Олександрівна    | 01.11.2010            | середня спеціальна | позапартійна                            | тимчасово не працює                                                           |
| 8                                 | Пітченко Віктор Савелійович    | 01.11.2010            | вища               | позапартійний                           | сільська рада, спеціаліст землевпорядник                                      |
| 9                                 | Касьянов Олександр Глібович    | 01.11.2010            | середня спеціальна | член Партії регіонів                    | дошкільний навчальний заклад «Струмочок», кочегар                             |
| 10                                | Роман Галина Георгіївна        | 01.11.2010            | середня спеціальна | позапартійна                            | тимчасово не працює                                                           |
| 12                                | Павлусенко Наталія Анатоліївна | 01.11.2010            | вища               | позапартійна                            | Семенівська загальноосвітня школа, вчитель                                    |
| 13                                | Полтавченко Світлана Дмитрівна | 01.11.2010            | середня            | позапартійна                            | Семенівська сільська рада, касир                                              |
| 15                                | Орябінський Сергій Леонідович  | 01.11.2010            | середня            | позапартійний                           | дошкільний навчальний заклад «Мрія», робітник                                 |
| 16                                | Зотік Олена Олександрівна      | 01.11.2010            | середня            | член Комуністичної партії України       | тимчасово не працює                                                           |